# Le Tricorne (film)
Pour les articles homonymes, voir Tricorne (homonymie).
Pour plus de détails, voir Fiche technique et Distribution.
Le Tricorne (Il cappello a tre punte) est un film italien de 1934 (ou 1935) réalisé par Mario Camerini. Le film est une adaptation du roman El sombrero de tres picos de Pedro de Alarcón.

## Synopsis
Dans la Naples du XVIe siècle sous la domination espagnole, le gouverneur local Teofilo tombe amoureux d'une meunière dont il fait enlever le mari afin d'arriver à ses fins. Celle-ci semble accepter puis met en place un plan de vengeance.

## Fiche technique
- Titre original : Il cappello a tre punte
- Titre français : Le Tricorne[2]
- Réalisation : Mario Camerini
- Sujet :Roman El sombrero de tres picos de Pedro de Alarcón
- Scénario Ercole Patti, Ivo Perilli, Mario Soldati
- Costumes :Gino Carlo Sensani
- Scénographie : Piero Filippone
- Photographie : Massimo Terzano
- Montage :
- Musique : Ernesto Tagliaferri, Nicola Valente (it)
- Production : Giuseppe Amato
- Société(s) de production : Lido Film pour la Cines
- Société(s) de distribution : Lido Film (1934)
- Pays d'origine : Royaume d'Italie (1861-1946)
- Langue originale : italien
- Format : noir et blanc
- Genre : comédie
- Durée : 85 minutes
- Dates de sortie :
  - en Italie, 9 avril 1935 ;
  - en France, 3 septembre 1936[2].

## Distribution
- Eduardo De Filippo : Teofilo
- Peppino De Filippo : Luca
- Leda Gloria : Carmela
- Enrico Viarisio : Garduña
- Dina Perbellini : Dolores
- Tina Pica :
- Arturo Falconi :
- Giuseppe Pierozzi : Pasqualino
- Cesare Zoppetti : Salvatore
- Gorella Gori : Concettina
- Mauro Serra : Carlone
- Cesare Barbetti :